# Flawil
Flawil je grad u kantonu St. Gallenu u Švicarskoj.

## Zemljopis
Gradić se nalazi u kantonu St. Gallenu u istočnoj Švicarskoj.

## Gradske četvrti
- Flawil (selo)
- Burgau
- Egg
- Alterswil
- Langenentschwil
- Grobenentschwil
- Raaschberg

## Gospodarstvo
Veće tvrtke u gradu Flawilu su:
- Maestrani Schweizer Schokoladen AG čokoladna industrija
- FLAWA AG
- BÜCHI Laboratory Equipment, laboratorijski pribor

## Poznate osobe
- Belinda Benčić (*1997.), tenisačica

## Vanjske poveznice
- (njem.) Službena stranica

## Galerija
- Protestanska crkva
- Muzej Lindengut
- Hotel Rössli
- Tradicijonalna kuća
- Toggenburška kuća